# Schizomavella incompta
Schizomavella incompta är en mossdjursart som beskrevs av Hayward 1988. Schizomavella incompta ingår i släktet Schizomavella och familjen Bitectiporidae. Inga underarter finns listade i Catalogue of Life.